# Ogi (alimento)

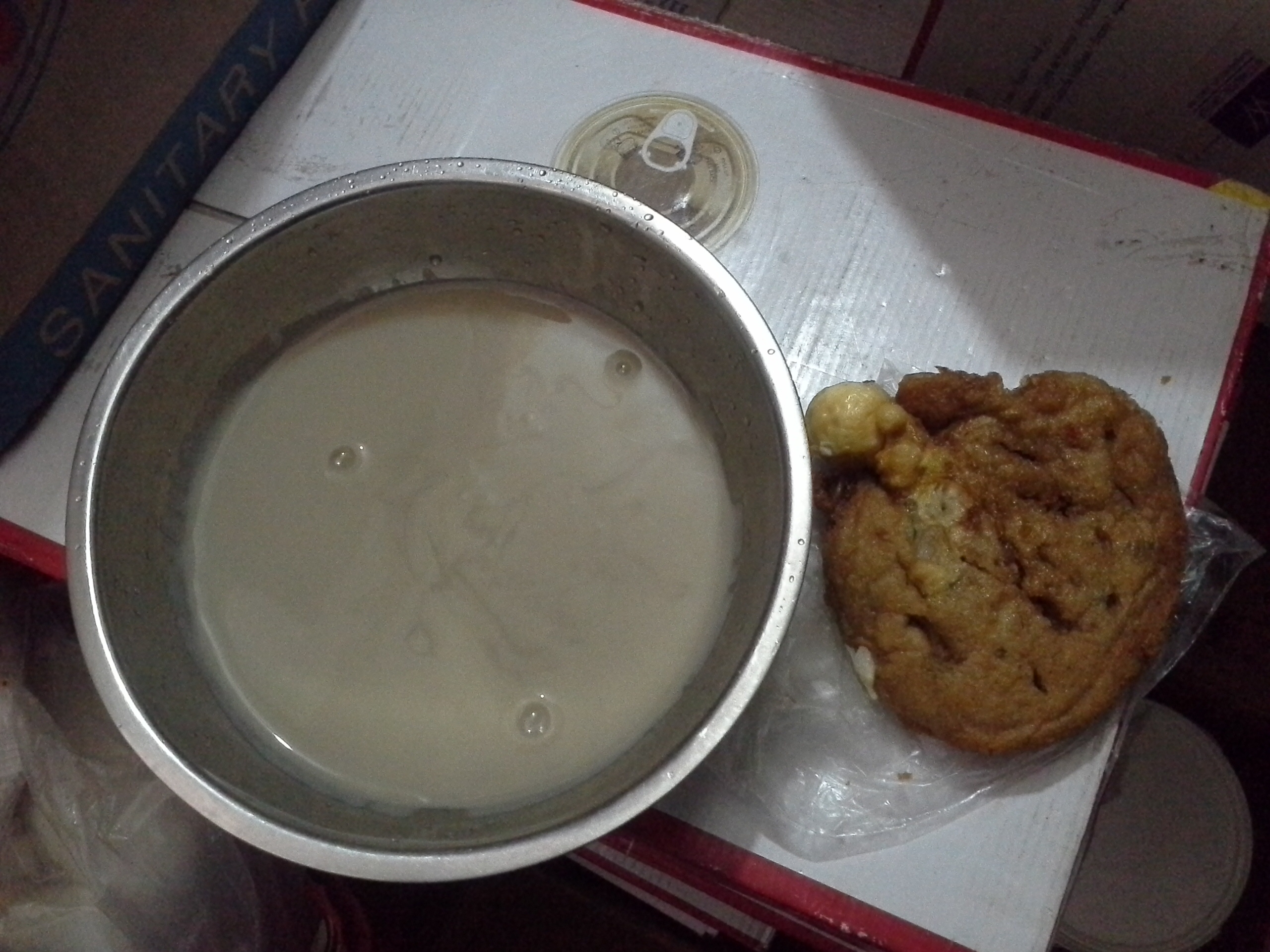
Las gachas de maíz suelen tener un color grisáceo.

El Ogi (conocido como furah) se trata de un alimento fermentado en forma de gachas de cereales que se han visto sometidas a una fermentación láctica, se trata de un alimento típico de Nigeria. Su sabor ácido característico precisamente recuerda al yogur.  El color de las gachas dependerá en cierta medida del tipo de cereal empleado: maíz, sorgo (ogi baba), mijo (ogi gero). El ogi habitual en Nigeria suele ser de maíz. El ogi cocinado se suele conocer como pap. Suele servirse como desayuno, aunque es también alimento de infantes.

## Elaboración
El ogi se suele preparar a pequeña escala en los hogares nigeranos. Se remojan los cereales y se escurren, La masa resultante se envuelve en hojas. La fermentación láctica se produce y proporciona un sabor ácido final. Para controlar la fermentación se suele añadir agua caliente. Suele añadirse leche evaporada, azúcar para modificar/ectificar el sabor. Como desayuno suele ser acompañado de un estofado de carne de vacuno. 
A veces se deja evaporar el contenido húmedo de la fermentación, de tal forma que tenga un aspecto pulverulento. Hasta lograr un 4% de humedad. Este proceso, junto con la abundancia de ácido láctico de la fermentación mantiene conservado el alimento durante largos periodos de tiempo. Se suele conservar en bolsas de polietiteno para lograr su preservación de la humedad. Se suele mezclar con harina de soja, comercializado como soy-ogi.